# プライム
プライム（′）は「x′」のように文字や数字の肩に添えられる類似物や単位量の分割などを示す記号で、アクセント記号と同じ起源をもつ。ペンで素早く書きつけることからダッシュとも呼ばれる。プライム記号とも呼ばれるがこれはラテン語を用いた印刷用語に起源がある。

## 起源
エジプトやバビロニアの影響下でギリシアでは分数を表示する記号のひとつとして「′」が使用されていた。また、単位量を小部分に分割する記号にも使用され1/60をはじめ1/12や1/24などに分割する記号としても使用される。
ギリシャ語写本ではアクセント記号の一つとして使用され、帆船の帆柱や文字の一角を意味するケライヤ (κεραία) とよばれる。例えば、ギリシア語の新約聖書マタイ伝5章18節には κεραία が使われているが、その英訳としてdash、そしてドイツ語訳としてStrichleinなど文字の一画を示す語が割り当てられる。
17世紀に出版されたラテン語の数学書Clavis Mathematicae (Oxford 1667) では記号「′、″、‴」の使用例として単位量を次々に1/60に分割する用法が記載されている。
19世紀にフランスで発達した図学や解析学の分野では、記号「′」は射影点や微分記号などに使用され、アクセント記号の一つとされていた。

## 呼称
記号「′、″、‴」で表される分割は、ラテン語では第一、第二そして第三の小部分（pars minuta prima, secunda et tertia）と表現された。これが記号「′」をプライム記号とする起源になっているが、本来は"minute"に対応しているものである。
解析学に足跡を残したラグランジュは記号「′、″、‴」を用いて1階、2階および3階の導関数をそれぞれfonction prime, secunde et tierceと記載した。これは、現在のフランス語の読み方であるプリム、スクンドゥ、ティエル（prime, secunde, tierce）とつながっている。
アメリカでもフランス風に20世紀前半まではx′を「エックス・プライム」、x″を「エックス・セカンド」のように読んでいたが、次第に記号「′」そのものがプライムだと認識されるようになったため、x″を「エックス・ダブルプライム」と読むようになっている。
同じ英語圏でも英国では記号「′ 」をダッシュとする読み方があり、その影響を受けた国（アイルランド、オーストラリア、日本やインドなど）ではダッシュと呼ぶことも多い。なおその場合、記号「′」を重ねた「″」はツーダッシュ、「‴ 」はスリーダッシュと読まれる。
日本で幕末に出版された初の西洋式数学書『洋算用法』では、時間や角度に用いる記号「′、″、‴」をそれぞれ「分、秒、微」と訳しオランダ語の読みと思われる「ミニュート、セコンド、テルチー」がルビとしてつけられている。日本で定着したダッシュという読みは、明治初頭の技術教育がスコットランド出身のヘンリー・ダイアーやチャールズ・ウェストにより英国風に行われたことに求めることができる。
記号「′」の読み方は国や地域そして年代ごとにさまざまで、オランダ語ではアクセント (accent)、ドイツ語ではシュトリッヒ (Strich)、ポルトガル語ではプリカ (plica) などとされる。

## 単位記号
プライムおよびダブルプライムは、平面角（分 (角度)、秒 (角度)）、時間の分・秒、およびヤード・ポンド法の長さの単位を表すのに用いられる（SI併用単位#SI併用単位）。
- 138° 47′ 53.78″ = 138度47分53.78秒
- 1 h 22′ 43.68″ = 1時間22分43.68秒（時間の記号に ° が使用されることはない[14]。）
- 4′ 11″ = 4フィート11インチ

腕時計メーカにおいてはトリプルプライムを使ってリーニュ（1⁄12 inches; 1インチの12分の1）を表している。
金網業界では、25.4ミリメートル（1インチ）の幅に入る金属線の数を表現するのに、"10＝10メッシュ、"20＝20メッシュのように、数字の前にダブルプライムを付けて表す慣行がある。

## 数学表記
数学では、一般に類似したものを表すのに使われる。A′ は A に類似しているもの、A″ は A と A′ に類似しているもの、といった具合である。例えば直交座標系で(x, y) と表記される点に対し、回転や変換を施した点を(x′, y′) と表記したりする。こうしたプライムの意味は使う度に定義するものであるが、しばしば定義なしに用いられる場合がある。なおいずれも他の表記法もある。
- 微分や導関数: f ′ (x) および f ″ (x) は、f (x) を x について微分した1階および2階の導関数を意味する。また y = f (x) の時に、y′ は y を x について微分した1階の導関数を意味する。ラグランジュの記法と呼ばれる。
- 補集合: A′ は集合 A の補集合である。
- 余事象: A′ は事象 A に対して A が起こらない事象。

なお素数のことを prime number というが、これとは何の関係もない。

## 物理学
物理学では、事象の後の変数を記すのに使われる。例えば vA′ はある事象が起きた後の物体 A の速度を示す。また相対的な関係を示すのにも用いられる。つまり、ある慣性系 S での座標 (x, y, z, t) は、別の慣性系S′ での座標 (x′, y′, z′, t′) に対応する。

## 化学･生物学
化学では、官能基を区別するために用いられる。たとえば、R-CO-R′という化学式は、2つの官能基（RとR′）に挟まれた構造のケトンを表現している。
またIUPAC命名法において、環集合に位置番号を付ける際に複数の環を区別するために用いられる。具体例としては核酸の構成要素であるヌクレオシドが挙げられる。ヌクレオシドでは核酸塩基にプライムなしの位置番号を、リボースにプライム付きの位置番号を振る。
分子生物学において核酸分子の向きを示すのに5'・3'という表記が用いられるが、これはリボース環での位置番号に由来している。核酸はヌクレオシドの5'位の炭素と隣のヌクレオシドの3'位の炭素の間がリン酸で結びつけられた構造をしており、そのためこの2つの表記で向きを示すことができるのである。

## 言語学
ロシア語を含むスラヴ語派などの言語をローマ字に翻字する際に、口蓋化の表記として用いる場合がある。特にキリル文字を翻字する場合にイェリの字 Ь はプライムであるが、イェルの字 Ъ はダブルプライムになる。
Xバー理論では、版組が難しくなるオーバーライン（バー）の代わりにプライムを使って表記することが一般的になっている。

## 音楽

異なるオクターブのハ音の表記

大文字と小文字を使い分ける音名表記で、小文字で書かれるオクターブのひとつ上（中央ハから始まるオクターブ）を「c′」のように表記する。同様に2オクターブ上を「c″」、3オクターブ上を「c‴」、4オクターブ上を「c⁗」と記す。上つき数字を使って「c1」「c2」「c3」「c4」のように記すこともある。
逆に大文字より低いオクターブの表記はさまざまな方式があり、文字を重ねる（「CC」「CCC」）、下つき数字を使う（「C1」「C2」）、下つきのプライムを前置または後置する（「‚C」「‚‚C」または「C‚」「C‚‚」）などの書き方がある。
楽式の分析では、類似した旋律にプライムをつけて表すことがある。例えば二部形式の「a - a′ - b - a′」など。

## その他
（試験の評点などの）評定では、「′」は1段階低い評点を示す。たとえば、B′（Bダッシュ）はBより1段階低い。

## 棒線「―」との区別
『広辞苑』では「ダッシュ」の項目に記号「′」と「―」が記載されている。
ダッシュを記号「―」とする作文法に由来する米国の初等教育がある。
ダッシュを記号「′」とする英国由来の伝統的な使用方法がある。
柳川春三の『洋学指針 英学部』（慶応3年）では、横線の「―」を dash（振り仮名は「デス」）として紹介している。
印刷技術では習慣的に記号「―」をダーシと呼ぶことでダッシュ記号「′」と区別する。

## 符号位置
| 記号 | Unicode | JIS X 0213 | 文字参照                 | 名称                         |
| ---- | ------- | ---------- | ------------------------ | ---------------------------- |
| ′    | U+2032  | 1-1-76     | &prime; &#x2032; &#8242; | 分 Prime                     |
| ″    | U+2033  | 1-1-77     | &Prime; &#x2033; &#8243; | 秒 Double Prime              |
| ‴    | U+2034  | -          | &#x2034; &#8244;         | Triple Prime                 |
| ⁗    | U+2057  | -          | &#x2057; &#8279;         | Quadruple Prime              |
| ʹ    | U+02B9  | -          | &#x2B9; &#697;           | Modifier Letter Prime        |
| ʺ    | U+02BA  | -          | &#x2BA; &#698;           | Modifier Letter Double Prime |

類似の記号としてアポストロフィー、クォーテーションマーク、アキュート・アクセントなどがあるが、電子的な印刷技術ではそれぞれに個別のコードが割り当てられている。
ここで"Modifier Letter"とあるのは強勢や口蓋化を表記するような言語学的な用途のための文字である。
文字コードとしてプライムを使えない場合には、代わりにアポストロフィー(U+0027)を（可能ならイタリック体で）用いることがある。LaTeXでは、f'は{\displaystyle f'}と描画され、f^\primeとすれば{\displaystyle f^{\prime }}と描画される。